# Альбрехт Прусский (1809)
Фридрих Генрих Альбрехт Прусский (нем. Friedrich Heinrich Albrecht von Preußen; 4 октября 1809, Кёнигсберг — 14 октября 1872, Берлин) — принц Прусский. Пятый сын Фридриха Вильгельма III и Луизы Мекленбург-Стрелицкой, брат королей Пруссии Фридриха Вильгельма IV и Вильгельма I (первого императора Германии), а также российской императрицы Александры Фёдоровны (жены Николая I). Родился во время ссылки прусской королевской четы в Восточной Пруссии после поражения Пруссии от Наполеона.

## Биография
Получив основательное военное образование, поступил на службу в прусскую армию в 1819 году в чине подпоручика в 1-й гвардейский пехотный полк.
В двадцать лет перешёл на службу в кавалерию и с 16 июня 1871 года в чине генерал-полковника был главным начальником этой части. Под его командованием прусская кавалерия приобрела отличную выправку и развитие использования на поле боя. 30 августа 1826 года был награждён орденом Св. Андрея Первозванного.
В 1862 году совершил путешествие на Кавказ и принял участие в экспедиции против горцев. Краткое описание пребывания принца Альбрехта приводит в своих воспоминаниях за 1862 год Д. А. Милютин:
В сентябре прусский принц Альбрехт (брат короля Вильгельма) предпринял путешествие на Кавказ. Проехав чрез Австрию и княжества Дунайские в Одессу, Николаев, далее в землю Войска Донского, в Ставрополь и Владикавказ, принц прибыл 8/20-го сентября в Тифлис; пробыл здесь три дня; затем объехал большую часть Закавказья: посетил Кахетию, Нуху, Шемаху, Баку, Шушу, Елизаветполь, Эривань, Кутаис, Гурию и обратно по Военно-Грузинской дороге проехал чрез Ставрополь и Прочный Окоп в Майкоп, куда прибыл 31-го октября. Здесь приготовлено было ему помещение у командира 21-го стрелкового батальона подполковника Бюнтинга, бывшего прусского офицера. К тому же времени прибыл в Майкоп и граф Евдокимов, под личным начальством которого Даховский отряд, расположенный на Куржипсе, должен был предпринять наступательное движение в верховье Пшехи. Принц участвовал в этой семидневной экспедиции (с 4-го по 10-е ноября) и в стычках с горцами 5-го и 9-го числа, стоивших нам до 7 убитых и 39 раненых. На принца возложено было графом Евдокимовым командование частью отряда, конечно, более почётное, чем действительное. По возвращении отряда на прежнее место стоянки на Куржипсе (11-го числа) принц, чрезвычайно довольный, выразил и словесно, и письменно похвалу нашим войскам, закончив свой приказ по отряду словами; «Да здравствует Россия, и Боже Царя храни!» В тот же день, после трогательного прощания, он оставил отряд; в Майкопе снова были проводы, и затем принц проехал чрез Ставрополь и Новочеркасск в Москву.
… На другой же день после бала принц Альбрехт, вполне довольный оказанным ему радушием со стороны Государя, выехал в Петербург, где пробыл несколько дней. Удостоив меня своим посещением, он восхвалял мне кавказские войска и всё виденное им на Кавказе, высказывал неоднократно в самых тёплых выражениях свою признательность за все оказанные ему в России знаки внимания.

В 1865 году принц Альбрехт издал книгу «Im Kaukasus. 1862» о путешествии на Кавказ.
В войне с датчанами 1864 года принимал участие, состоя в штабе фельдмаршала Врангеля, но не командуя отдельной частью. В австро-прусской войне 1866 года командовал кавалерийским корпусом Первой прусской армии, добровольно став под начальство младших по старшинству генералов, и участвовал в битвах при Мюнхенгреце, Гитчине и Кениггреце.
Во Франко-прусскую войну 1870—1871 годов командовал 4-й кавалерийской дивизией, состоявшей из 6 полков и вошедшей в начале в состав Третьей германской армии. Занял шалонский лагерь и первым заметил отступление сформировавшейся армии Мак-Магона к Мецу, что впоследствии привело к сражению при Седане. Затем принимал активное участие в разных сражениях под начальством генерала фон дер Танна, великого герцога Мекленбург-Шверинского Фридриха Франца II и принца Фридриха-Карла против Луарской армии у Орлеана и Артене и в ходе зимнего похода. Вследствие такой напряжённой деятельности был поражён апоплексическим ударом и скончался от вторичного удара.
Перед смертью был произведён в день триумфального вступления войск в Берлин 18 октября 1870 года в чин генерал-полковника (в должности генерал-фельдмаршала). Перед этим, 10 октября 1870 года император Александр II пожаловал ему орден св. Георгия 3-го класса (№ 516 по кавалерским спискам)
В воздаяние отличной храбрости и военных подвигов, оказанных во время военных действий во Франции

### Семья
Принц Альбрехт был женат два раза. Первым браком 14 сентября 1830 года сочетался со своей кузиной нидерландской принцессой Марианной, дочерью короля Виллема I, с которой развёлся 28 марта 1849 года. В этом браке родились:
- Шарлотта (1831—1855), была замужем за Георгом II, герцогом Саксен-Мейнингена. У них родилось 4 детей.
- Альбрехт (1837—1906), был женат на принцессе Марии Саксен-Альтенбургской (1854—1898). У них родилось 3 сыновей.
- Александрина (1842—1892), была замужем за Вильгельмом Мекленбург-Шверинским. У них родилась одна дочь.

Вторым, морганатическим браком 13 июня 1853 года Альбрехт сочетался с дочерью генерала Густава фон Рауха Розалией, возведённой в графское достоинство под именем графини Гогенау и скончавшейся 6 марта 1879 года в замке Альбрехтсберг в Лошвице близ Дрездена. Во втором браке родились два сына, не причисляемые к дому Гогенцоллернов в силу своего происхождения::
- Вильгельм (1854—1930), был женат дважды. 4 детей от обоих браков.
- Фридрих (1857—1914), был женат на Шарлотте фон дер Деккен. У них родилось 4 детей.